# فؤاد قاراقوش
فؤاد قاراقوش (بالتركية: Fuat Karakuş)‏, (ولد: 3 فبراير 1973, في كيليس, تركيا) طبيب وسياسي تركي. ونائب سابق في البرلمان التركي في دورته (24) ممثلا عن حزب العدالة والتنمية.